# Jan Štursa
Jan Štursa (teljes nevén Jan Josef Štursa)  (Nové Město na Moravě,  1880. május 15. – Prága, 1925. május 2.) cseh szobrászművész. Öngyilkos lett.

## Életpályája
Štursa a saját művészi útját kereste. Szobrokat készített bronzból, kőből, gipszből és viaszból is.

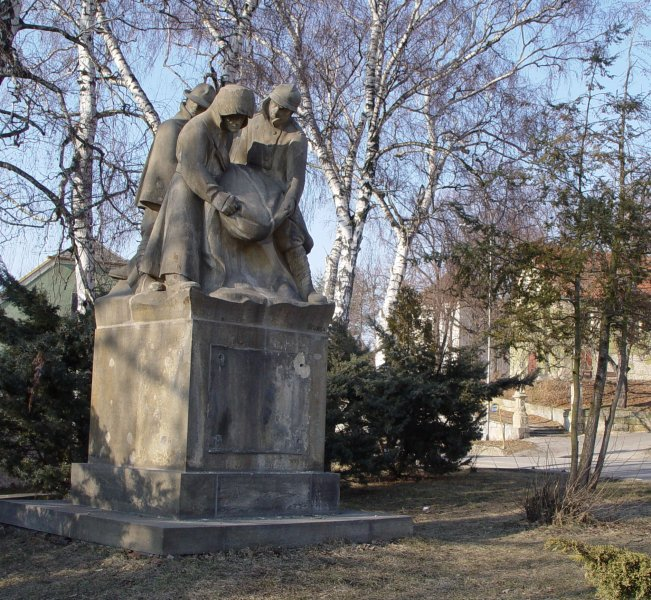
Emlékmű Předměřice nad Jizerou közelében

Az első világháború, amelyben részt vett, nagy hatással volt művészetére, témaválasztására. A Kárpátokban, Předměřice nad Jizerou falu közelében helyezték el Štursa katonai temetést ábrázoló  emlékművét. 1922 és 1925 között a prágai Képzőművészeti Akadémia rektora volt.
Élete végén Štursa szifiliszt kapott. 1925-ben, két héttel a 45. születésnapja előtt, öngyilkos lett a műhelyében.

## Művei

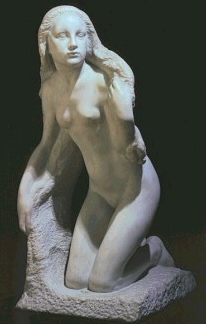
Szobra a Prágai Művészeti Akadémia előtt, 1906
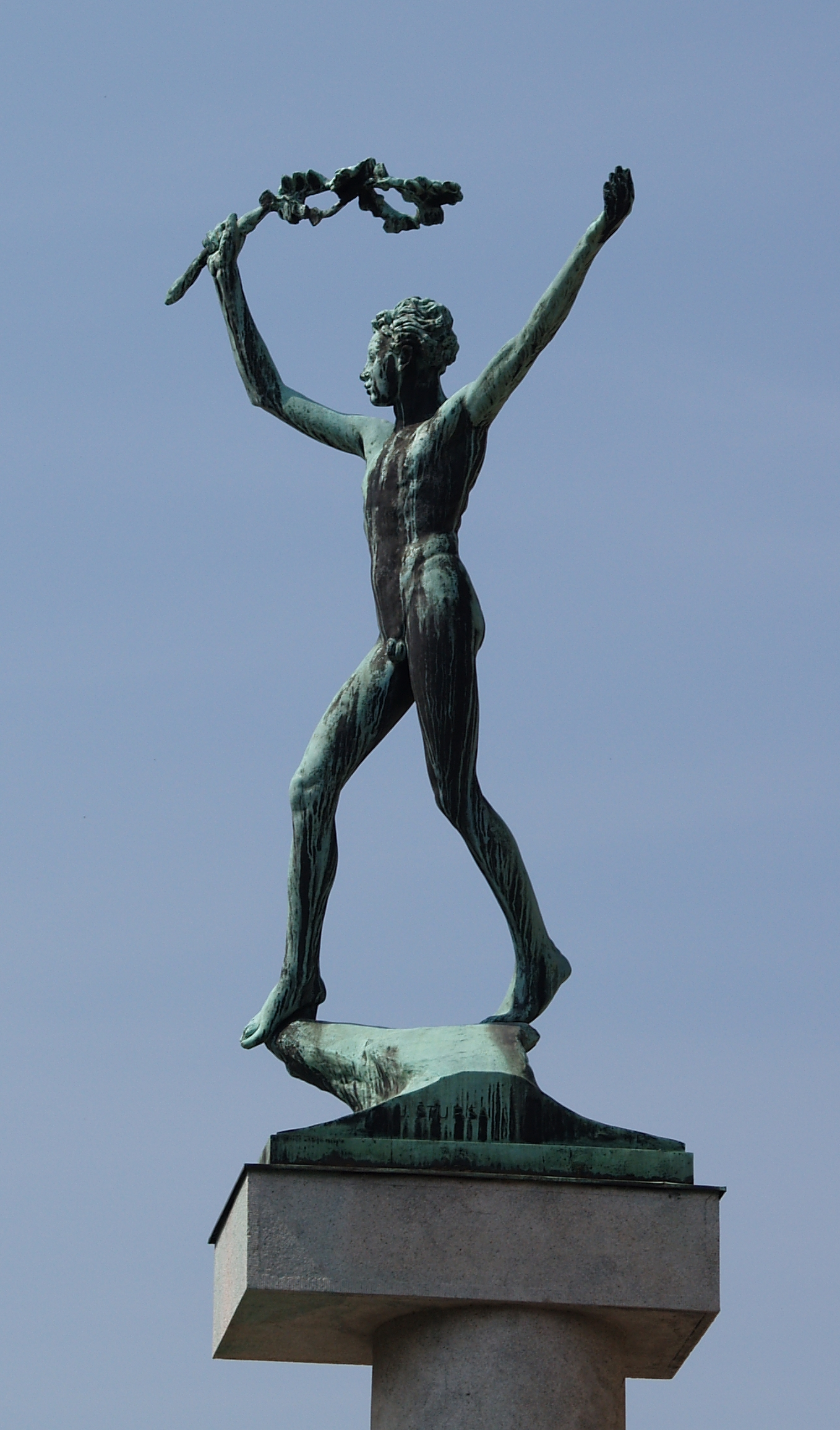
Győzelmi szobor, Hradec Králové
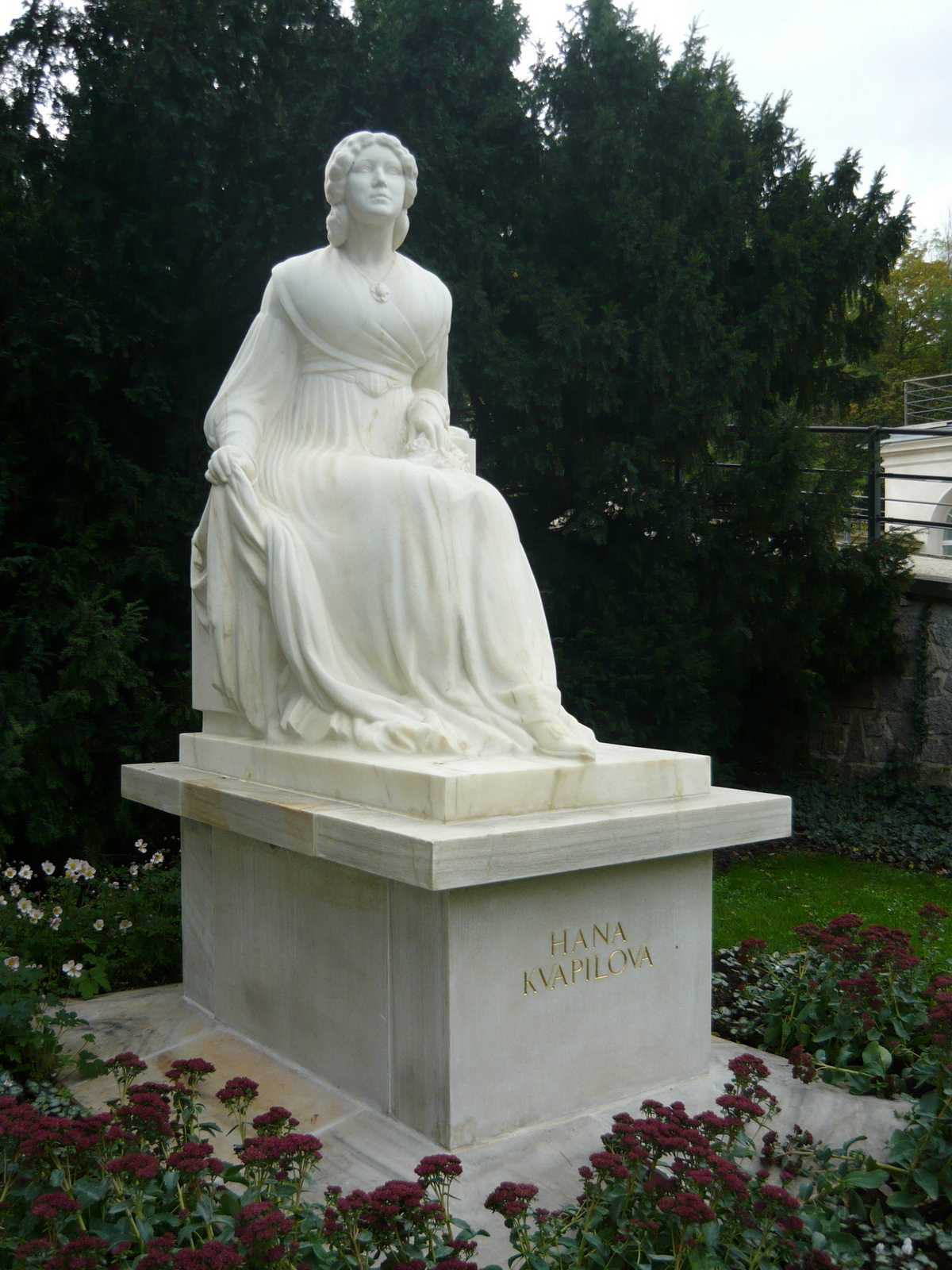
Hana Kvapilová (1860–1907) színésznő emlékműve, Kinského zahrada, Prága, 1914